# Aimeric de Péguilhan

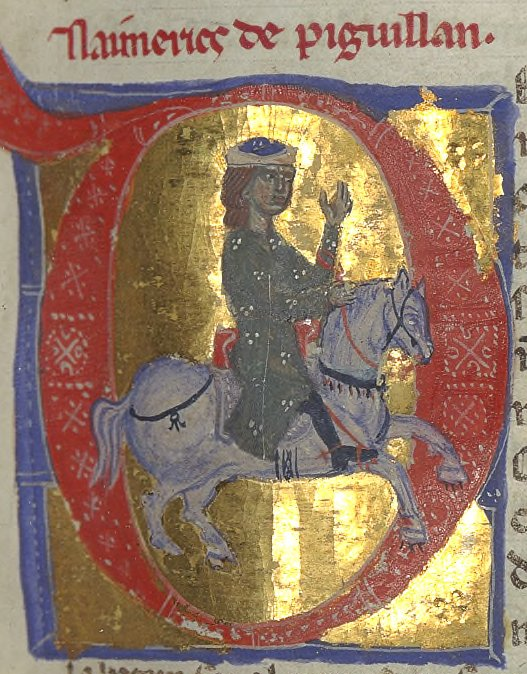
Aimeric de Peguilhan à cheval

Aimeric de Péguilhan (vers 1175 - vers 1225 ou 1228) est un troubadour.
Né vraisemblablement à Toulouse d'une famille bourgeoise, son nom rappelle cependant celui du village de Péguilhan près de Saint-Gaudens. Il tombe amoureux d'une voisine bourgeoise à Toulouse, un amour qui l'inspire à devenir troubadour.  Son premier mécène est Raymond V de Toulouse, puis son fils Raymond VI de Toulouse. Après avoir croisé un mari jaloux, il vit un certain temps en Catalogne sous la protection de Guillem de Berguedà.
Aimeric de Péguilhan fuit la région de Toulouse vers 1212 devant la menace de la croisade des Albigeois et se réfugie dans le nord de l'Italie. Il ne revient à Toulouse que dix ans plus tard pour retrouver la dame qu'il avait quittée.

## Publications
Aimeric de Péguilhan a composé au moins cinquante œuvres, dont seulement six nous sont parvenues avec musique :
- Atressi•m pren com fai al jogador
- Cel que s'irais ni guerrej' ab amor
- En Amor trop alques en que•m refraing
- En greu pantais m'a tengut longamen
- Per solatz d'autrui chan soven
- Qui la vi, en ditz